# Франсиско Васкес де Коронадо

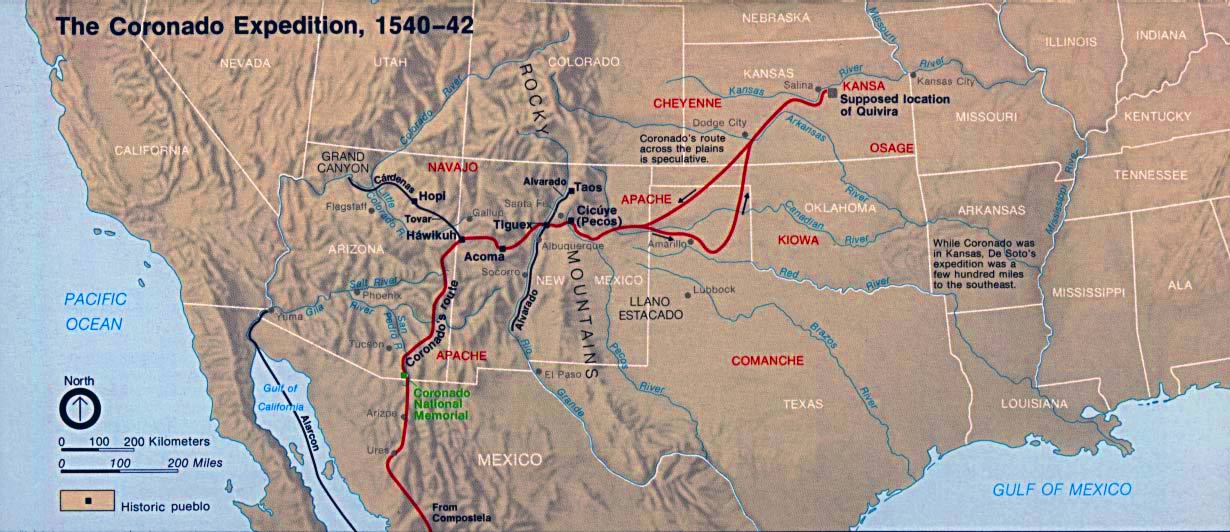
Шлях експедиції Ф.Коронадо

Франсиско Васкес де Коронадо (1510—1547\54) — іспанський конкістадор, уродженець Саламанки, що відкрив басейн річки Колорадо, верхів'я річки Ріо-Гранде, Великий Каньйон, південну частину Скелястих гір. Першим пройшов через Великі рівнини до 40° п. ш.

## Біографія
Відомо, що він служив при віце-королі Нової Іспанії (сучасна Мексика) Антоніо де Мендоса, прибувши з ним з Іспанії. Коронадо проявив себе придушенням повстання індіанців і 1538 року був призначений губернатором Нової Галісії (північний захід Мексики). Мендоса у 1540 році відправив експедицію на чолі із Коронадо на пошук легендарних золотих міст на півночі Америки. Можливо підґрунтям для експедиції були чутки про Ацтлан. Загін складався з 320 іспанців та 700 індіанців. Він також відрядив два кораблі під головуванням Ернандо де Аларкона для дослідження західного узбережжя Північної Америки. Наприкінці лютого основна експедиція вийшла з селища Кампостела (Західна Мексика) на північний захід. По долині річки Сан-Педро вийшли до річки Хіла, переправившися через яку, попрямували далі на північний схід.
У липні 1540 року експедиція Коронадо досягла міста Сіболи. Індіанці зуні зустріли його недружньо, і він вирішив штурмувати місто. Підозрюючи його наміри, військо містян виступило за межі Сіболи в поле. Коронадо в запеклому бою розгромив індіанців, і вони поспіхом відступили у місто. Переслідуючи їх, іспанці увірвалися всередину і після запеклого бою підкорили Сіболу, але омріяного золота не знайшли.
У серпні 1540 Ернандо де Аларкон заплив у Каліфорнійську затоку, де відкрив гирло річки Колорадо. Загін Гарсії Лопеса де Карденаса дійшов до Аризони, де першим серед європейців побачив Гранд-Каньйон. Пізньої осені загони Коронадо об'єдналися у верхів'ях Ріо-Гранде, біля лівої притоки її — річки Пекос, (поблизу сучасного Санта-Фе) і розташувалися на зимовище, відбиваючи постійні набіги індіанців.
Відбивши тубільців, іспанці навесні вийшли в техаський каньйон Пало-Дуро. Там довелося затриматися, оскільки Коронадо з 30 вершниками зробив вилазку на північ (в Канзас) у пошуках багатої скарбами Квівіри. Як далеко він зайшов на північ невідомо. Ймовірно переправився через Арканзас і дістався до низин Міссурі. Золота іспанці не знайшли.
Зрештою у 1542 році Коронадо повернувся в Нову Галісію, розорений витратами на марні пошуки скарбів. Хоча йому довелося захищатися без особливого успіху в королівській аудієнсії від звинувачень у безвідповідальності та авантюризмі, місце в міській раді Мехіко він зберігав до самої смерті 22 вересня 1554 року.
Його племінник Хуан Васкес де Коронадо (1523—1565) здійснив завоювання Коста-Рики і був при цьому гуманним. Філіп II надав йому в 1565 році спадкове звання Аделантадо Коста-Рики, яким називалися його нащадки до 1823 року.

## Пам'ять
На честь Коронадо названо багато вулиць, доріг, шкіл, готелів, житлових комплексів, торгових центрів і харчових підприємств на південному заході США, Північній Мексиці, в Іспанії. На місці початку експедиції на кордоні Мексики та США засновано Національний меморіальний комплекс Коронадо.

## Цікаві факти
- У фільмі «Індіана Джонс і останній хрестовий похід» молодий Індіана пробує забрати у грабіжників скарбів золотий хрест, що начебто належав Коронадо, якому його буцімто подарував у 1521 році Ернан Кортес.
- В американському фантастичному бойовику 2008 року «Скарби конкістадорів: Таємниця загубленого міста» Коронадо на пошуки Ельдорадо відправив багатотисячну армію, яка уся загинула від нападу ожилих скелетів.